# Marcados para Viver
Marcados para Viver é um filme brasileiro de 1976, um drama dirigido por Maria do Rosário.

## Elenco
- Tessy Callado .... Jojo
- Rose Lacreta .... Rosa
- Sérgio Otero .... Eduardo
- Louise Cardoso .... estudante
- Ana Maria Nascimento e Silva
- Luiz Carlos Lacerda
- Waldir Onofre
- Ruy Polanah
- Valéria Amar